# Ермолов, Пётр Васильевич (кинооператор)
Пётр Васи́льевич Ермо́лов (26 сентября 1887, Москва — 19 марта 1953, Москва) — российский и советский оператор игрового и документального кино, фронтовой кинооператор в годы Великой Отечественной войны. Заслуженный деятель искусств РСФСР (1940).

## Биография
Родился в Москве. В 1910 году окончил Московскую практическую академию коммерческих наук, но финансовой карьере помешала встреча с работавшим в московском отделении фирмы Gaumont кинооператором П. К. Новицким, — он и помог освоить азы новой профессии. С 1911 года Ермолов выполнял коммерческие операции фирмы и параллельно снимал хронику. В 1912 году стал представителем кинофирмы в Ростове-на Дону, бывал также в Киеве и Одессе. С началом Первой мировой войны был призван в армию, за период 1915—1916 годов как кинооператор Военно-кинематографического отдела Скобелевского комитета запечатлел боевые действия в Турции и на Кавказе.
Вступив в Красную армию в 1918 году, участвовал в Гражданской войне. И, как оператор фотокиноотдела Московского кинокомитета Наркомпроса, а в 1919—1922 годах — Всероссийского фотокиноотдела (ВФКО) Наркомпроса, снимал кинохронику почти на всех фронтах.
П. Ермолов побывал на Восточном, Южном, Кавказском и Западном фронтах, снимал вступление Красной армии в Казань, Одессу, Баку, запечатлел для истории образы С. М. Кирова, В. И. Чапаева, Н. К. Крупской. Из его снимков были смонтированы фильмы «Чехословацкий фронт», «Кавказский фронт», «Ко взятию Одессы красными войсками».Николай Лебедев, «Очерк истории кино СССР» 1965
С 1923 года работал в Московском отделении «Севзапкино», снимая как игровые, так и документальные ленты. Во время январского прощания с В. И. Лениным одним из первых снял Москву с борта самолёта. Летом 1924 года перешёл на вновь образованную кинофабрику «Межрабпом-Русь» (c 1928 года — «Межрабпомфильм»). В 1936 году студия была преобразована в «Союздетфильм», и Ермолов продолжал на ней работать до начала Великой Отечественной войны.
Пётр Васильевич Ермолов, участник и кинохроникёр ещё Первой мировой войны, завалил кинематографическое руководство заявлениями с требованиями отправить его на фронт. И, получая отказ за отказом, писал снова и снова, убеждая, что немалый его возраст не помеха, а операторский опыт, в том числе фронтовых съёмок, таков, что он ещё даст сто очков любому молодому да прыткому…Валерий Фомин, «Плачьте, но снимайте!» 2018
Он добился своего и с января 1942 года был зачислен во фронтовую киногруппу Калининского фронта, снимал для киножурналов и выпусков хроники. Весной 1943 года во время боёв за Ржев получил тяжёлое ранение.
После лечения в госпитале с июня 1943 года работал уполномоченным «Союзинторгкино» в Алжире. С ноября 1945 года — уполномоченным «Союзинторгкино» в Иране. В 1946 году вернулся на киностудию «Союздетфильм». В период 1948—1951 годов работал на киностудии «Экспортфильм».
Кроме фильмов П. Ермолов является автором сюжетов для кинопериодики: «Авиакиножурнал», «Кино-Неделя», «На защиту родной Москвы», «Союзкиножурнал» и другой.
Похоронен в Москве, на Новом Донском кладбище.

## Фильмография
- 1912 — Жизнь на Кавказе / Верховье реки Лабы
- 1912 — Изготовление чугуна на Урале
- 1912 — На берегах Тихого Дона / Ростов н/Д и Нахичевань / Вдоль по Дону
- 1912 — Ростов-на-Дону / Берега Дона
- 1912 — Рыбные промыслы в Каспии / Выработка икры
- 1913 — Гибель военного лётчика поручика К. И. Клещинского и механика А. Антонюка в Тихоновой пустыни.
- 1913 — Древонасаждение
- 1913 — Праздник древонасаждения 5 апреля 1913 г., устроенный Ростовским н/Д садоводчеством в присутствии почётного председателя генерала-майора И. И. Зворыкина
- 1914 — День помощи школьнику — 28 марта
- 1914 — Еврейская патриотическая маеифестация в Ростове-на-Дону 27 июля 1914 года
- 1914 — Кровавое столкновение в Ейске полицейских чинов с преступниками и расстрел последних
- 1914 — Местный гимнастический праздник ростовского Петровского реального училища и женской гимназии Берберовой
- 1914 — Мобилизация автомобилей в Ростове-на-Дону
- 1915 — Отъезд с Кавказа (бывшего) наместника Е. И. В. графа И. И. Воронцова-Дашкова
- 1916 — Взятие и падение Трапезунда / Падение Трапезунда и вторжение наших доблестных войск в него / Штурм и взятие Трапезунда нашей доблестной Кавказской армией (в соавторстве)
- 1916 — Герои и трофеи турецкой твердыни — крепости Эрзерума (в соавторстве)
- 1916 — Герои Кавказской армии на передовых позициях и посещение их августейшим главнокомандующим армией Е. И. В. Великим Князем Николаем Николаевичем (в соавторстве)
- 1916 — Геройские подвиги Кавказской армии / Завоевание Байбурта, Эрзинзяна и Мамахатуна (1-я серия) (в соавторстве)
- 1916 — По пути к Эрзеруму. Кавказский фронт. Ольтинское направление (в соавторстве)
- 1916 — Под русским знаменем / Вторая Отечественная война 1914—1915 годов (2 серии, не сохранился[14]; в соавторстве)
- 1916 — Покорённые турецкие города Байбурт, Мамахатун и Эрзинзян и посещение их Великим Князем Николаем Николаевичем (в соавторстве)
- 1916 — Трофеи и знамёна, привезённые из Эрзерума в Петроград (в соавторстве)
- 1916 — Штурм и взятие Эрзерума / Падение Эрзерума (в соавторстве)
- 1918 — Чехословацкий фронт. Взятие Казан
- 1919 — Взятие Одессы советскими войсками
- 1919 — Литературно-инструкторский агитпароход ВЦИК «Красная звезда» (совместно с А. Левицким)
- 1919 — Поход красных партизан на Украину
- 1919 — Похороны первой женщины — комиссара бронепоезда (совместно с Э. Тиссэ)
- 1919 — Процесс Миронова / Дело Миронова
- 1919 — Формирование 13-й армии
- 1920 — Кавказский фронт
- 1920 — На красном фронте
- 1920 — Похороны Джона Рида
- 1920 — Спорт на службе у трудящихся (совместно с А. Левицким)
- 1920 — Топливный фронт (совместно с П. Берёзкиным)
- 1921 — Советская Грузия
- 1921 — Ужасы голода / Голод Поволжья / Борьба с голодом
- 1923 — 12-й съезд компартии / ХII съезд компартии
- 1923 — Общий вид строительных работ на Московской сельхозвыставке
- 1923 — Перелёт Москва — Тула
- 1923 — Похороны красного лётчика т. Панкратова
- 1923 — Празднование 1 мая 1923 г. в Москве (совместно с Г. Гибером, П. Новицким)
- 1923 — Работа на сельскохозяйственной выставке
- 1923 — Семья Грибушиных[англ.] / Страна солнцевеющая (не сохранился; совместно с Г. Гибером)
- 1923 — Школа ВЦИК
- 1924 — 1 Мая 1924 г. в Москве
- 1924 — ХIII партсъезд (совместно с Г. Гибером)
- 1924 — Казань / Взятие Казани
- 1924 — Нижегородская ярмарка
- 1924 — Особняк Голубиных
- 1924 — Похороны тов. Ленина / Похороны В. И. Ленина (в соавторстве)
- 1924 — Руки прочь / Борьба за трест / Рука в перчатке (совместно с Ф. Вериго-Даровским)[15]
- 1925 — Дитя Госцирка
- 1925 — Закройщик из Торжка
- 1925 — Медвежья свадьба (совместно с Э. Тиссэ)
- 1925 — Микроб коммунизма[16]
- 1925 — Пятилетие Союза горняков
- 1925 — Соляная шахта
- 1925 — Что даёт текстильщик крестьянину
- 1926 — Последний выстрел / Чёрное золото / Углекопы (совместно с Е. Алексеевым, Л. Форестье)[17]
- 1926 — Процесс о трёх миллионах
- 1927 — Всесоюзный староста (в соавторстве)
- 1927 — Сорок первый
- 1928 — Белый орёл
- 1928 — Ледяной дом / Бирон и Волынский
- 1929 — Весёлая канарейка (совместно с Б. Франциссоном)
- 1929 — Два-Бульди-два (совместно с А. Шеленковым)
- 1930 — Праздник святого Иоргена
- 1931 — Механический предатель
- 1934 — Восстание рыбаков (совместно с М. Кирилловым)
- 1934 — Марионетки
- 1936 — О странностях любви
- 1938 — Детство Горького
- 1939 — В людях
- 1940 — Мои университеты
- 1940 — Тимур и его команда

## Награды и звания
- орден «Знак Почёта» (1 февраля 1939) — за фильм «Детство Горького»[18][комм. 2];
- заслуженный деятель искусств РСФСР (11 января 1940)[6];
- орден Красной Звезды (20 апреля 1943)[20];
- медаль «За победу над Германией в Великой Отечественной войне 1941—1945 гг.» (1945)[21];
- медаль «За доблестный труд в Великой Отечественной войне 1941—1945 гг.» (1946)[21];
- медаль «В память 800-летия Москвы» (1948)[21];
- орден Трудового Красного Знамени (март 1950) — за выдающиеся заслуги в развитии советской кинематографии, в связи с 30-летием[22].

## Комментарии
1. ↑  Фронтовой оператор В. Доброницкий сообщает в письме своему товарищу С. Гусеву: «На днях привезли старика Ермолова с Калининского фронта, раненого. Лежит сейчас в Москве в госпитале — одной миной перебило крепко левую руку. Другой крепко засадило в бедро. Насчёт руки дело ещё неясно, быть может, останется без неё. Но он бодр и полон сил, хотя крови потерял изрядно…»[12].
2. ↑  Центральный архив Министерства обороны РФ ошибочно датирует эту награду 1 марта 1939[19], в Биофильмографическом справочнике А. Дерябина «Создатели фронтовой кинолетописи» (2016) на эту дату ошибочно приведён орден Трудового Красного Знамени[6].